# Electronic Data Systems
Electronic Data Systems (сокр. EDS) — американская компания, предоставлявшая услуги в сфере информационных технологий, основанная в 1962 году Россом Перо. Головной офис компании находился в городе Плейно (Техас, США). В мае 2008 года компания приобретена корпорацией Hewlett-Packard за $13,9 млрд.
Было отмечено присутствие компании в 86 странах мира, включая Россию.

## История
Electronic Data Systems была основана в 1962 году Россом Перо. В ранние годы он был пионером в управлении, который стал ИТ-отделом для многих компаний, а также начал обслуживать банки и оказывать раннюю поддержку как Medicaid, так и Medicare в штате Техас. EDS сфокусировался на новом веке с многообещающим опросом Y2K, выполнив более 1300 успешных проектов для клиентов по всему миру, Поскольку EDS отметила свой 40-летний юбилей в 2002 году, созданная ею отрасль принесла более 500 млрд долларов в мировую экономику — почти половину расходов на ИТ в мире. Главным направлением усилий было Мортон Х. Мейерсон, который присоединился к компании в 1966 году как 54-й сотрудник компании. В 1967 году он предложил бизнес-модель, которая в конечном итоге стала известна.
В 1970-х годах EDS сначала изначально превращалась в более страховые услуги, а затем кредитный союз, а к 1975 году доход превысил 100 миллионов долларов, и компания начала торгов за работу на международном уровне. В 1978 году EDS расширилась на финансовые рынки с появлением банкомата, электронного перевода денежных средств и терминалов точки продажи в реальном времени. Мейерсон был назван президентом в 1979 году, после чего EDS получил доход в 270 миллионов долларов, не имел долгов и имел 8 000 сотрудников.
В 1980-х годах они расширились в туристических услугах, поддерживающих платежные услуги между тур-агентами и авиакомпаниями, представленными Ассоциацией воздушного транспорта Америки, и предоставили крупномасштабные контракты для американских военных.
В 1984 году компания была приобретена General Motors за 2,5 млрд долларов, а EDS стала дочерней компанией GM. Мейерсон оставался президентом, а в 1985 году компания присутствовала в 21 стране с 40 000 сотрудников. Мейерсон ушел на пенсию в 1987 году. За годы исполнительного руководства EDS выручка выросла до 4 миллиардов долларов в год, и компания выросла до 45 000 сотрудников. К концу десятилетия доход составил 5 миллиардов долларов.
В 1990-х годах, помимо существующих рынков, EDS вошла в телекоммуникационную отрасль и предоставляла ИТ-системы во многих зарубежных странах. Они предоставляли информационные системы для проведения глобальных спортивных соревнований, включая Олимпийские игры в Барселоне 1992 года, Чемпионат мира ФИФА 1994 года и Чемпионат мира ФИФА 1998 года. В 1994 году они подписали то, что было в то время крупнейшим контрактом на информационные технологии с Xerox за 3,2 млрд долларов США, а также купили Новая Зеландия банковская обрабатывающая компания Системы данных банка. В 1995 году они приобрели A.T. Kearney, четвёртую по величине в мире частную консалтинговую фирму. В 1996 году они снова стали независимой компанией и перешли на Нью-Йоркская фондовая биржа. До начала 21-го века они участвовали более чем в 1300 проектах.

## Структура компании

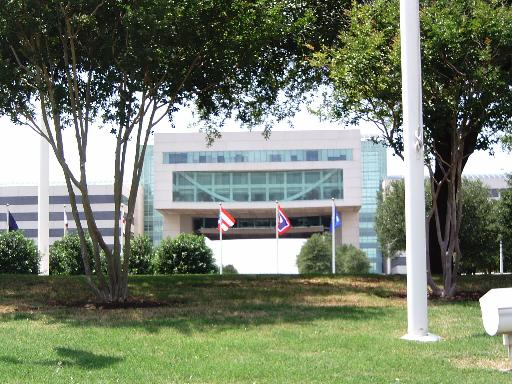
штаб-квартира EDS в Плано, штат Техас.

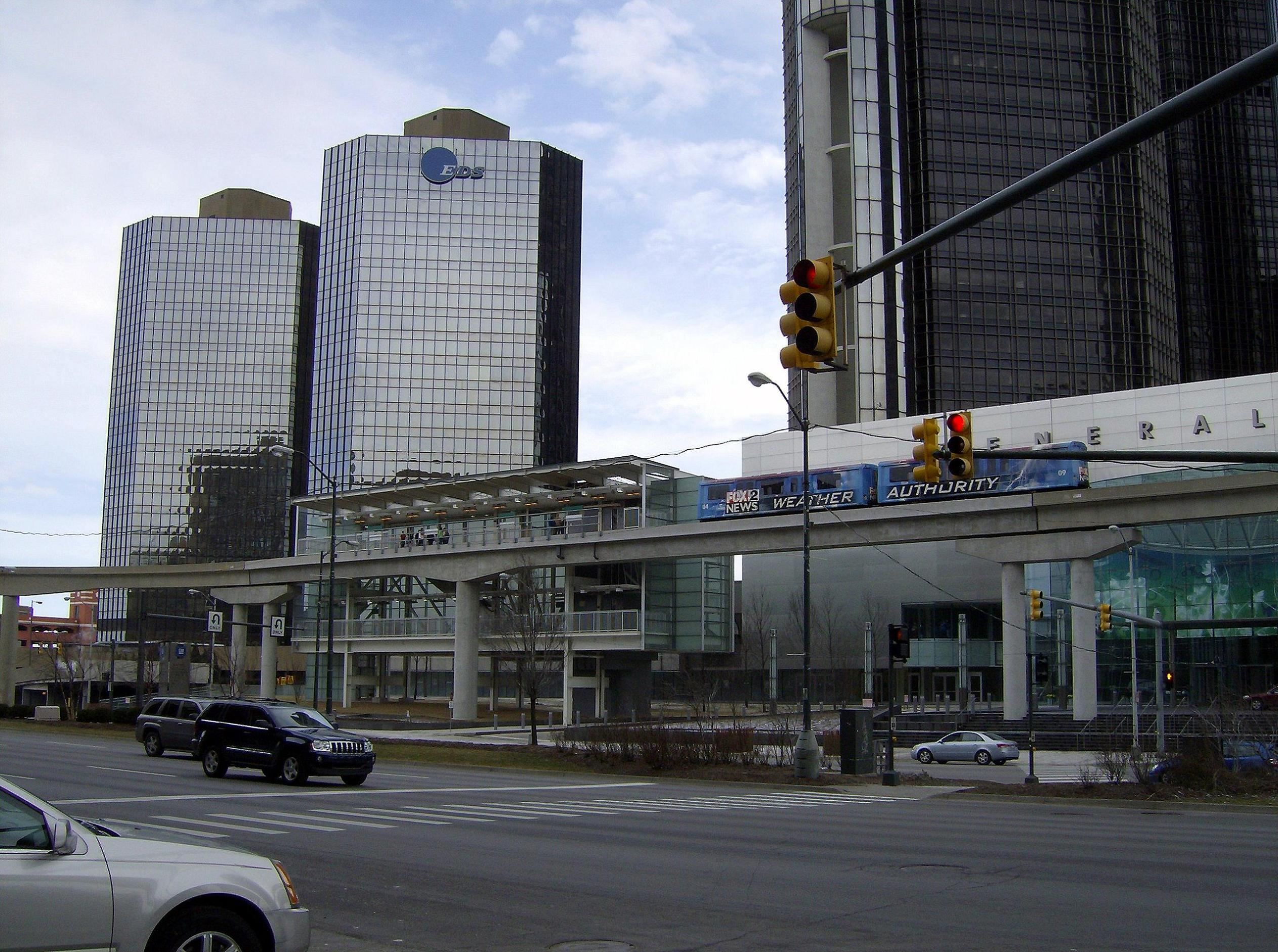
EDS в Tower 500 в Центре Ренессанса в Детройте, штат Мичиган

В 2006 году EDS продала свои управленческие консультации дочерняя компания, A.T. Kearney, в выкупе управления и сохранении интересов в пяти существующих перечисленных ниже:
- ExcellerateHRO, которая предлагает услуги человеческие ресурсы аутсорсинга, совместно принадлежащие Towers Perrin (англ.).
- Injazat Data Systems, совместное предприятие EDS и Mubadala Development Company. Его целью является предоставление услуг ИТ- и бизнес-процессов аутсорсинга (BPO) в Объединённых Арабских Эмиратах, Катаре и Омане государственным, нефтегазовым, коммунальным, финансовым, транспортным, телекоммуникационным и медицинским секторам
- SOLCORP, предоставляющая программное обеспечение и консалтинговые услуги для страхования жизни и управления капиталом
- Службы потребительского кредитования EDS, который поддерживает потребительские кредиты в США
- MphasiS (англ.), работающий в Бангалоре, Индия, является компанией по разработке приложений и обработке бизнеса и аутсорсингу инфраструктуры. MphasiS был объединён с тогдашним подразделением EDS India, чтобы стать MphasiS, компанией HP, где работает около 33000 сотрудников. MphasiS действовала как независимая дочерняя компания с собственным правлением и была представлена на индийских рынках как MphasiS Limited.